# Поду Хађулуј (Јаши)
Поду Хађулуј (рум. Podu Hagiului) насеље је у Румунији у округу Јаши у општини Горбан. Oпштина се налази на надморској висини од 41 m.

## Становништво
Према подацима из 2002. године у насељу је живело 662 становника, од којих су сви румунске националности.